# Jack Humble
Jack Humble (Hartburn, 1862 – 1931) è stato un dirigente sportivo e calciatore inglese.
È stato uno dei fondatori dell'Arsenal.